# Zerosettanta
Zerosettanta è il trentaduesimo album in studio di Renato Zero pubblicato nel 2020.

## Antefatti
Durante il discorso finale dell'ultima tappa del tour Zero il folle in tour del 31 gennaio 2020, Renato Zero annuncia al suo pubblico di volere festeggiare i suoi 70 anni con un grande concerto nella sua Roma . A causa della pandemia COVID-19, l'ipotesi del concerto sfuma e durante il lockdown Renato Zero lavora su alcune partiture del passato, scrive nuove canzoni con alcuni suoi storici collaboratori quali Vincenzo Incenzo, Adriano Pennino, Dario Baldan Bembo e il giovane Lorenzo Vizzini dando alla luce un triplo album di inediti con un totale di 39 brani .

## Il disco
Si tratta di un triplo album di inediti che si compone di ben 39 brani, i cui volumi sono stati pubblicati tutti a distanza di un mese a partire dal terzo volume, pubblicato il 30 settembre 2020 (giorno del 70º compleanno del cantante), il secondo volume il 30 ottobre e il primo il 27 novembre.
Nella discografia del cantante esiste un album con lo stesso titolo pubblicato invece nel 1997, ma non ha nulla a che fare con l'omonimo album pubblicato nel 2020 poiché si tratta di una raccolta di brani degli anni settanta.
L'ordine di uscita dei tre dischi di inediti procede dal Volumetre al Volumeuno a simboleggiare il conto alla rovescia che il pubblico di Zero gli dedica prima degli inizi dei suoi concerti.

### Volumetre
| Recensione        | Giudizio |
| ----------------- | -------- |
| spettacolo.eu     |          |
| Recensiamo Musica | 7.9/10   |
| Primoascolto      |          |
| Rockol.it         |          |

Il terzo volume del triplo album, uscito il 30 settembre 2020 in occasione del 70º compleanno di Renato Zero, si compone di 12 inediti che analizzano l'attualità dal punto di vista del cantautore: ad esempio, nel primo singolo estratto da questo progetto, L'angelo ferito, viene messa in evidenza la condizione di impotenza che l'uomo si ritrova a vivere a causa della pandemia del COVID-19 che lo ha costretto a rivedere i suoi spazi, ma non per questo ad abbandonare i suoi progetti e i suoi ideali. 
Il disco si apre con una dedica alla natura e all'invito da parte dell'autore a chi lo ascolta di vivere in armonia con il nostro Pianeta (nel brano Il linguaggio della Terra), un tema che ritornerà a metà disco con Chiedi scusa che si riallaccia musicalmente alla musica folk. Due canzoni molto diverse musicalmente, ma simili nei testi per intenzioni e considerazioni, sono Come fai e Stai giù: nella prima Renato Zero consiglia a chi lo ascolta di sbarazzarsi definitivamente di qualunque falsità e non temere nel mostrare la propria faccia con orgoglio; nella seconda, invece, con dei passaggi evidentemente politici, vengono difesi i valori che non devono essere mai venduti o nascosti.
Il brano È l'età è una preghiera dedicata alla Madonna (a cui Zero si rivolge con l'appellativo Signora) a cui segue Innamorato di me, nel cui testo (scritto dallo stesso Renato Zero) il cantante si rivolge a sé stesso, accettandosi per quello che è a tal punto da essere - appunto - "innamorato" della sua vita.
La traccia finale è preceduta da due brani: Sognando sognando in cui ritornano le sonorità degli anni 80 e in cui il sogno è descritto come ponte di collegamento tra la realtà e l'immaginazione nonché come fedele compagno in periodi bui; e Gli ultimi in cui tornano i temi di Innamorato di me, questa volta raccontati da un altro punto di vista, quello di un "gruppo" (gli ultimi, appunto) che non tradirà mai i propri ideali e, anzi, metterà in gioco tutte le proprie forze per farle prevalere nel mondo.
ZeroSettanta - Volumetre si conclude con un brano scritto da Claudio Mattone, Seduto sulla Luna, che è un vero e proprio inno alla musica.

### Volumedue
| Recensione        | Giudizio |
| ----------------- | -------- |
| Recensiamo Musica | 7.9/10   |
| Spettacolo.eu     |          |
| Primo Ascolto     |          |

Il secondo volume di ZeroSettanta, pubblicato il 30 ottobre 2020, è composto da 14 inediti composti con alcuni autori già presenti nel Volumetre (come Lorenzo Vizzini e Phil Palmer) ed altri che tornano a collaborare con Renato Zero dopo tanti anni (come Dario Baldan Bembo e Adriano Pennino). 
Questo volume si apre con una dedica alla vita, Il grande incantesimo, primo dei cinque brani qui presenti scritti con Vizzini, a cui segue il singolo estratto dall'album L'amore sublime. In questo album, prevale la sperimentazione come in: La logica del tempo, un brano in cui si analizza il rapporto uomo-tempo che, se gestito in maniera ottimale, consegna all'essere umano il segreto della libertà; Prima che sia tardi, un brano in cui è forte il richiamo al rock, tratta, invece, la condizione dell'artista che non accetta di essere messo da parte dalle radio a causa della sua scelta di allontanarsi dalle major; Grandi momenti è un inno alla gioventù passata, una fotografia degli anni andati con una dedica ai Beatles e alla loro Let it be; Troppi cantanti pochi contanti è l'unico pezzo dell'album scritto interamente da Renato Zero e inciso con i Neri per caso nel quale l'artista fornisce consigli e "regole" a chiunque voglia tentare la strada del successo come cantante o cantautore, anche in questo caso ricordando gli anni passati, definendosi come il solo camaleonte che ammalia e confonde

### Volumeuno
| Recensione        | Giudizio |
| ----------------- | -------- |
| spettacolo.eu     |          |
| Primo Ascolto     |          |
| Recensiamo Musica |          |

Il primo volume di ZeroSettanta, pubblicato il 27 novembre 2020, è costituito da 13 inediti arrangiati da Danilo Madonia. I due brani che aprono il disco sono firmati da Renato Zero per il testo e Maurizio Fabrizio per la parte musicale: si tratta di Amara melodia (che prosegue il discorso iniziato nel Volumedue con Troppi cantanti pochi contanti, ma questa volta la protagonista è la melodia a cui il cantautore chiede scusa a nome dell'intero mondo della musica moderna per averla abbandonata in favore dei plug-in e dei loop che possono essere più facilmente ottenuti dalle nuove strumentazioni elettroniche) e di Io non mi stancherò mai di te (che è stata definita dallo stesso Renato come una perfetta analisi del rapporto che possiede con il suo pubblico). Il quarto brano del disco, Nemico caro, vede la ritrovata collaborazione con Gianluca Podio e analizza il rapporto di amore e odio che il cantante vive con i suoi nemici, i quali, a detta di Renato, non possono sempre essere identificati in una o in un'altra persona, ma piuttosto possono essere idealizzati e personificati in condizioni, momenti ben precisi della vita che, nonostante tutto, servono allo stesso cantautore per crescere e comprendere gli errori commessi e, conseguentemente, migliorare se stesso, Ritornano in questo disco le collaborazioni con Lorenzo Vizzini (nel singolo apripista C'è e ne Gli anni della trasparenza), Dario Baldan Bembo (ne Il tuo eterno respiro, che porta avanti l'omaggio alla natura che era iniziato nel Volumetre con Il linguaggio della Terra e Chiedi scusa) e Adriano Pennino (nel brano Finalmente te ne vai). Sono 5 i brani qui scritti in collaborazione con Danilo Madonia (Orfani di cielo, Io e te, L'ultimo gigolò, Ti ricorderai di me e L'Italia si desta?). Il disco si chiude con la canzone Un mondo perfetto, scritta interamente da Renato Zero, che è stata definita dallo stesso artista come la descrizione esatta del mondo che si aspetta di ritrovare una volta passata la pandemia di COVID-19.

## Copertine
I tre volumi sono accompagnati da tre copertine che ritraggono un giovane Renato Zero in versione "guerriero". Le tre copertine differiscono l'una dalle altre per l'espressione del volto del cantante (la posizione dei suoi occhi). I tre album, nella versione fisica, sono accompagnati da un box che li contiene tutti e tre e che presenta un'ulteriore copertina. L'opera ha, dunque, un totale di quattro diverse copertine (i cui colori principali sono: magenta per il Volumetre, verde per il Volumedue, blu per il Volumeuno e bianco per il box) disegnate dall'artista Valeria Corvino.

## Tracce

### Volumetre
1. Il linguaggio della Terra – 3:58 (Lorenzo Vizzini)
2. L'angelo ferito – 4:05 (Renatozero/Phil Palmer-Numa)
3. Come fai – 5:47 (Renatozero/Phil Palmer-Alan Clark)
4. Poca vita – 4:30 (Renatozero/Phil Palmer-Alan Clark)
5. Stai giù – 4:30 (Renatozero-Vincenzo Incenzo/Renatozero-Phil Palmer-Valentina Parisse)
6. Più amore – 3:56 (Renatozero/Phil Palmer-Alan Clark)
7. Chiedi scusa – 4:02 (Renatozero-Vincenzo Incenzo/Mattia De Luca)
8. È l'età – 4:01 (Renatozero/Mattia De Luca)
9. Innamorato di me – 4:19 (Renatozero/Phil Palmer-Julian Hinton)
10. Sognando sognando – 5:20 (Renatozero/Phil Palmer-Alan Clark)
11. Gli ultimi – 4:21 (Renatozero/Phil Palmer-Matteo Saggese)
12. Seduto sulla Luna – 4:42 (Claudio Mattone)

Durata totale: 53:31

### Volumedue
1. Il grande incantesimo – 4:41 (Lorenzo Vizzini-Renatozero/Lorenzo Vizzini)
2. L'amore sublime – 4:27 (Lorenzo Vizzini-Renatozero/Lorenzo Vizzini)
3. La logica del tempo – 3:38 (Lorenzo Vizzini)
4. Non è amore – 3:32 (Lorenzo Vizzini-Renatozero/Lorenzo Vizzini)
5. Prima che sia tardi – 3:49 (Renatozero/Adriano Pennino-Renatozero)
6. L'idea di te – 3:58 (Lorenzo Vizzini-Renatozero/Lorenzo Vizzini)
7. In manette l'astinenza – 4:24 (Renatozero/Adriano Pennino-Renatozero)
8. Bella scommessa – 5:00 (Renatozero/Dario Baldan Bembo)
9. Vergognatevi voi – 4:16 (Renatozero/Phil Palmer)
10. La mia carezza - Per Virginia e Ada – 3:41 (Renatozero/Armando De Simone)
11. Troppi cantanti pochi contanti (feat. Neri per Caso) – 4:20 (Renatozero)
12. Come non amarti – 4:33 (Renatozero/Adriano Pennino)
13. Grandi momenti – 3:58 (Renatozero/Adriano Pennino)
14. Se sono qui – 4:23 (Renatozero/Dario Baldan Bembo)

Durata totale: 58:40

### Volumeuno
1. Amara melodia – 3:01 (Renatozero/Maurizio Fabrizio)
2. Io non mi stancherò mai di te – 3:48 (Renatozero/Maurizio Fabrizio)
3. Orfani di cielo – 4:44 (Renatozero/Danilo Madonia-Renatozero)
4. Nemico caro – 4:14 (Renatozero/Gianluca Podio-Renatozero)
5. Io e te – 4:22 (Renatozero/Danilo Madonia-Renatozero)
6. L'ultimo gigolò – 4:27 (Renatozero/Danilo Madonia-Renatozero)
7. Ti ricorderai di me – 4:31 (Renatozero/Danilo Madonia-Renatozero)
8. Finalmente te ne vai – 4:45 (Renatozero/Adriano Pennino-Renatozero)
9. Gli anni della trasparenza – 4:16 (Lorenzo Vizzini-Renatozero/Lorenzo Vizzini)
10. C'è – 5:13 (Lorenzo Vizzini-Renatozero/Lorenzo Vizzini)
11. L'Italia si desta? – 4:10 (Renatozero/Danilo Madonia-Renatozero)
12. Il tuo eterno respiro – 4:23 (Renatozero/Dario Baldan Bembo)
13. Un mondo perfetto – 4:11 (Renatozero)

Durata totale: 56:05

## Versione LP
Nella versione in vinile, pubblicata nel periodo natalizio, a circa un mese dalla pubblicazione del Volumeuno, è presente, oltre all’album, suddiviso in sei vinili, un booklet contenente i testi dei brani, i crediti dei tre volumi e delle illustrazioni a colori.

### Volumetre

#### Discouno•Lato A
1. Il linguaggio della Terra – 3:58 (Lorenzo Vizzini)
2. L'angelo ferito – 4:05 (Renatozero/Phil Palmer-Numa)
3. Come fai – 5:47 (Renatozero/Phil Palmer-Alan Clark)

#### Discouno•Lato B
1. Poca vita – 4:30 (Renatozero/Phil Palmer-Alan Clark)
2. Stai giù – 4:30 (Renatozero-Vincenzo Incenzo/Renatozero-Phil Palmer-Valentina Parisse)
3. Più amore – 3:56 (Renatozero/Phil Palmer-Alan Clark)

#### Discodue•Lato A
1. Chiedi scusa – 4:02 (Renatozero-Vincenzo Incenzo/Mattia De Luca)
2. È l'età – 4:01 (Renatozero/Mattia De Luca)
3. Innamorato di me – 4:19 (Renatozero/Phil Palmer-Julian Hinton)

#### Discodue•Lato B
1. Sognando sognando – 5:20 (Renatozero/Phil Palmer-Alan Clark)
2. Gli ultimi – 4:21 (Renatozero/Phil Palmer-Matteo Saggese)
3. Seduto sulla Luna – 4:42 (Claudio Mattone)

### Volumedue

#### Discouno•Lato A
1. Il grande incantesimo – 4:41 (Lorenzo Vizzini-Renatozero/Lorenzo Vizzini)
2. L'amore sublime – 4:27 (Lorenzo Vizzini-Renatozero/Lorenzo Vizzini)
3. La logica del tempo – 3:38 (Lorenzo Vizzini)
4. Non è amore – 3:32 (Lorenzo Vizzini-Renatozero/Lorenzo Vizzini)

#### Discouno•Lato B
1. Prima che sia tardi – 3:49 (Renatozero/Adriano Pennino-Renatozero)
2. L'idea di te – 3:58 (Lorenzo Vizzini-Renatozero/Lorenzo Vizzini)
3. In manette l'astinenza – 4:24 (Renatozero/Adriano Pennino-Renatozero)
4. Bella scommessa – 5:00 (Renatozero/Dario Baldan Bembo)

#### Discodue•Lato A
1. Vergognatevi voi – 4:16 (Renatozero/Phil Palmer)
2. La mia carezza - Per Virginia e Ada – 3:41 (Renatozero/Armando De Simone)
3. Troppi cantanti pochi contanti (feat. Neri per Caso) – 4:20 (Renatozero)

#### Discodue•Lato B
1. Come non amarti – 4:33 (Renatozero/Adriano Pennino)
2. Grandi momenti – 3:58 (Renatozero/Adriano Pennino)
3. Se sono qui – 4:23 (Renatozero/Dario Baldan Bembo)

### Volumeuno

#### Discouno•Lato A
1. Amara melodia – 3:01 (Renatozero/Maurizio Fabrizio)
2. Io non mi stancherò mai di te – 3:48 (Renatozero/Maurizio Fabrizio)
3. Orfani di cielo – 4:44 (Renatozero/Danilo Madonia-Renatozero)
4. Nemico caro – 4:14 (Renatozero/Gianluca Podio-Renatozero)

#### Discouno•Lato B
1. Io e te – 4:22 (Renatozero/Danilo Madonia-Renatozero)
2. L'ultimo gigolò – 4:27 (Renatozero/Danilo Madonia-Renatozero)
3. Ti ricorderai di me – 4:31 (Renatozero/Danilo Madonia-Renatozero)

#### Discodue•Lato A
1. Finalmente te ne vai – 4:45 (Renatozero/Adriano Pennino-Renatozero)
2. Gli anni della trasparenza – 4:16 (Lorenzo Vizzini-Renatozero/Lorenzo Vizzini)
3. C'è – 5:13 (Lorenzo Vizzini-Renatozero/Lorenzo Vizzini)

#### Discodue•Lato B
1. L'Italia si desta? – 4:10 (Renatozero/Danilo Madonia-Renatozero)
2. Il tuo eterno respiro – 4:23 (Renatozero/Dario Baldan Bembo)
3. Un mondo perfetto – 4:11 (Renatozero)

## Accoglienza e successo commerciale
Dopo la pubblicazione del Volumetre, l'album si posiziona subito al secondo posto della classifica settimanale FIMI, rimanendoci anche la settimana successiva. Nella classifica di Radio Italia, invece, entra direttamente in prima posizione rimanendoci per ben tre settimane.
Il Volumedue, al contrario del terzo, si posiziona subito primo in classifica, stabilendo un importantissimo primato per il cantautore: infatti, grazie alla pole position di questo album, Renato Zero è ufficialmente l'unico artista della storia della musica italiana ad avere almeno un album al primo posto in classifica in sei decenni diversi (anni settanta, ottanta, novanta, duemila, duemiladieci, duemilaventi), e il secondo a riuscirci a livello mondiale, insieme a Barbra Streisand. Ha ottenuto il primo posto in classifica negli anni settanta con l'album EroZero, negli anni ottanta con gli album Icaro, Tregua, Artide Antartide, Via Tagliamento 1965/1970, Calore e Leoni si nasce, negli anni novanta con Quando non sei più di nessuno, L'imperfetto e Amore dopo amore - Tour dopo tour, negli anni duemila con La curva dell'angelo, Cattura, Il dono e Presente, negli anni duemiladieci con gli album Amo - Capitolo I, Amo - Capitolo II, Alt, Zerovskij, Zero il Folle e, infine, negli anni duemilaventi con l'album Zerosettanta - Volumedue.
Il Volumeuno entra in classifica al secondo posto, portando gli altri due volumi, che intanto erano scesi, entrambi nella top ten. Di conseguenza nella settimana 49 del 2020 (dal 27 novembre al 3 dicembre), Renato Zero ha tre album nella top ten italiana.

## Formazione

### Volumeuno

#### Musicisti
- Renato Zero - voce
- Paolo Costa, Lorenzo Poli - basso
- Lele Melotti - batteria
- Giorgio Cocilovo, Flavio Ibba - chitarra acustica ed elettrica
- Danilo Madonia - pianoforte, programmazione, chitarra, tastiera e fisarmonica
- Rosario Jermano - percussioni
- Fabrizio Leo, Maurizio Fiordiliso - chitarra elettrica
- Adriano Pennino - tastiera e programmazione
- Adriano Martino - chitarra
- Elio Veniali - contrabbasso
- Anselmo Cerriana - primo violino
- Marco Ferrari - secondo violino
- Luca Pirondini - viola
- Giulio Glavina - violoncello
- Stefano Lucato, Lele Parravicini - legni e sax
- Giorgio Tommasini, Peter Siedlaczek - archi e ottoni
- Giancarlo Cominelli - tromba e corno (nel brano Finalmente te ne vai)
- Ambrogio Frigerio - trombone (nel brano Finalmente te ne vai)
- Carlo Micheli - sax (nel brano Finalmente te ne vai)
- Bruno Giordana - sax alto, sassofono tenore (nei brani L'Italia si desta, L'ultimo gigolò, Ti ricorderai di me)
- Paola Montanari, Lalù Montanari, Roberto Tiranti - cori (nei brani Amara melodia, Io non mi stancherò mai di te)
- Min Ji Kim - voce soprano solista (nel brano Il tuo eterno respiro)

Piccola Orchestra Pop orchestrata da Danilo Madonia
Orchestra Italiana del Cinema scritta e diretta dal M° Adriano Pennino

#### Arrangiamenti e produzione musicale
- Danilo Madonia (nei brani Amara melodia, Io non mi stancherò mai di te, Orfani di cielo, Nemico caro, Io e te, L'ultimo gigolò, Ti ricorderai di me, C'è, L'Italia si desta?, Un mondo perfetto)
- Adriano Pennino (nei brani Finalmente te ne vai, Gli anni della trasparenza, Il tuo eterno respiro)
- Demo Morselli (arrangiamento fiati nel brano Finalmente te ne vai)

### Volumedue

#### Musicisti
- Renato Zero - voce
- Phil Palmer - chitarra (nel brano Vergognatevi voi)
- Paolo Costa - basso
- Lele Melotti - batteria
- Paolo Galeazzi - tastiera, programmazione (nel brano Troppi cantanti pochi contanti)
- Maurizio Fiordiliso, Adriano Martino - chitarra
- Adriano Pennino - tastiera, programmazione e pianoforte
- Alan Clark - tastiera (nel brano Vergognatevi voi)
- Luciano Ciccaglioni - chitarra acustica (nel brano Se sono qui)
- Luís Jardim - percussioni
- Gianluca Littera - armonica a bocca
- Fabrizio Bosso - tromba
- Gianfranco Campagnoli - tromba (nel brano Troppi cantanti pochi contanti)
- Alessandro Tedeschi - trombone (nel brano Troppi cantanti pochi contanti)
- Neri per Caso - cori (nel brano Troppi cantanti pochi contanti)

Orchestra Italiana del Cinema scritta e diretta dal M° Adriano Pennino

#### Arrangiamenti e produzione musicale
- Adriano Pennino (in tutti i brani, ad eccezione di Vergognatevi voi)
- Phil Palmer (nel brano Vergognatevi voi)

### Volumetre

#### Musicisti
- Renato Zero - voce
- Phil Palmer - chitarra
- Paolo Costa - basso
- Lele Melotti - batteria
- Maurizio Fiordiliso - chitarra elettrica
- Alan Clark - tastiera e programmazione
- Adriano Pennino - pianoforte e tastiera
- Adriano Martino - chitarra acustica
- Julian Hilton - tastiera (nel brano Innamorato di me)
- Luís Jardim - percussioni
- Max Minoia, Primiano Di Biase - tastiera
- Geoffrey Richardson - violino e banjo
- Gianluca Littera - armonica a bocca (nel brano Seduto sulla Luna)

Orchestra Italiana del Cinema scritta e diretta dal M° Adriano Pennino

#### Arrangiamenti e produzione musicale
- Phil Palmer (nei brani L'angelo ferito, Stai giù, Più amore, Chiedi scusa, È l'età, Innamorato di me, Gli ultimi)
- Alan Clark (nei brani Come fai, Poca vita, Sognando sognando)
- Adriano Pennino (nei brani Il linguaggio della Terra, Seduto sulla Luna)

## Classifiche
| Classifica (2020) (Volumeuno) | Posizione massima |
| ----------------------------- | ----------------- |
| Italia                        | 2                 |
| Svizzera                      | 57                |
| Classifica (2020) (Volumedue) | Posizione massima |
| Italia                        | 1                 |
| Svizzera                      | 51                |
| Classifica (2020) (Volumetre) | Posizione massima |
| Italia                        | 2                 |
| Svizzera                      | 80                |

### Classifiche di fine anno
| Classifica (2020) (Volumetre) | Posizione |
| ----------------------------- | --------- |
| Italia                        | 30        |
| Classifica (2020) (Volumedue) | Posizione |
| Italia                        | 40        |
| Classifica (2020) (Volumeuno) | Posizione |
| Italia                        | 54        |